# 邓培烈士铜像
邓培烈士铜像，位于中国广东省佛山市三水区西南镇西南公园内，1990年9月12日落成，1994年5月30日公布为三水市文物保护单位。三水市撤销后，原三水市文物保护单位大多在2006年10月25日列入第四批佛山市文物保护单位，而邓培烈士铜像不在其中。